# NVV Lions Mönchengladbach
Die NVV Lions Mönchengladbach waren eine deutsche Basketballmannschaft aus der Stadt Mönchengladbach. Sie nahmen von 2002 bis 2007 am Wettkampfbetrieb der 2. Basketball-Bundesliga teil.

## Geschichte
Die Mannschaft der Turnerschaft Neuwerk nahm ab der Saison 1990/91 am Spielbetrieb teil, sie erhielt den Spitznamen „Lions“ und firmierte unter dem Namen Neuwerk Lions. Langjähriger „Macher“ und teils auch Trainer der Mannschaft war Sebastian Egelhoff. Während des Spieljahres 2001/02 übernahm die Niederrheinische Versorgung und Verkehr AG das Namensrecht, die Mannschaft hieß fortan NVV Lions Mönchengladbach. 2002 erfolgte unter Egelhoff als Trainer und mit einer Mannschaft, der unter anderem die drei US-Amerikaner Jesse Potter, Steve Moyer und Keith Moyer angehörten, der Aufstieg in die 2. Basketball-Bundesliga. Zur Saison 2002/03 wurde Aleksandar Aleksic neuer Trainer, Egelhoff widmete sich seinen Aufgaben als Manager. Ab dem 1. Juli 2003 wurde die Mannschaft vom Unternehmen NL Sports GmbH betrieben, Geschäftsführer war Egelhoff. Bis März 2004 betreute Aleksic die Mannschaft als Trainer, sein Nachfolger wurde Carsten Pohl. Dreimal wurde die Nordstaffel der zweiten Liga als Tabellenachter abgeschlossen, was die beste Platzierung der Mönchengladbacher Zweitligazeit darstellte.
In der Saison 2006/07 verpassten die Mönchengladbacher im Rahmen der Neugliederung der 2. Bundesliga den Sprung in die ProA. Nach dem Ende des Spieljahres 2006/07 kam es zur Trennung von Trainer Pohl. Da die ProB seitens der Mannschaftsleitung unter anderem wegen der wenigen teilnehmenden Vereine aus Nordrhein-Westfalen als unattraktiv eingestuft wurde, stiegen die NVV Lions freiwillig in die 1. Regionalliga West ab. Im Spieljahr 2007/08 betreute Björn Gieseck die Mannschaft als Trainer, Nachfolger wurde Robert Shepherd. Am Ende der Saison 2008/09 zog sich die NVV AG als Namensgeber der Mannschaft zurück. Fortan nahm man als Lions Mönchengladbach am Spielbetrieb teil, wurde in der Folge aber von wirtschaftlichen Sorgen geplagt und rutschte in der Saison 2009/10 in den Abstiegskampf der Regionalliga.
In der letzten Saison 2010/11 fungierte Axel Gruhn als Spielertrainer. Im Herbst 2011 wurde die Mannschaft kurz vor dem Saisonbeginn vom Spielbetrieb abgemeldet.

### Bekannte Spieler (Auswahl)
- Simon Bennett
- Timothy James Black
- Bas De Voogd
- Max Dohmen
- Majk Faust
- Danny Gibson
- Philip Godfrey
- Axel Gruhn
- Patrick Gruhn
- Phil Jones
- Peter Krausen
- Clayton Longmire
- Keith Moyer
- Steve Moyer
- Joshua Mueller
- Axel Pleuger
- Phil Sellers
- Terry Smith